# SN 2010gv
SN 2010gv – supernowa typu Ia odkryta 9 sierpnia 2010 roku w galaktyce A175822+5047. W momencie odkrycia miała maksymalną jasność 16,40m.